# San Costantino Albanese
San Costantino Albanese este o comună din provincia Potenza, regiunea Basilicata, Italia, cu o populație de 594 locuitori (1 ianuarie 2023) și o suprafață de 43,25 km².

## Demografie
San Costantino Albanese - evoluția demografică

|  | Graficele sunt indisponibile din cauza unor probleme tehnice. Mai multe informații se găsesc la Phabricator și la wiki-ul MediaWiki. |

Date: Recensăminte sau birourile de statistică - grafică realizată de Wikipedia